# Partido Laborista de Irlanda del Norte
El Partido Laborista de Irlanda del Norte (idioma inglés Northern Ireland Labour Party, acrónimo NILP) fue un partido político de Irlanda del Norte que operó entre 1921 y 1987. En 1913 el Partido Laborista Británico le da plenos poderes al Partido Laborista (Irlanda) para actuar, pero eso fue impopular en Belfast, donde la mayoría de los obreros especializados eran protestantes y unionistas.
Después de la partición, fue fundado como partido socialista; declinando tomar posición sobre la cuestión de las fronteras e intentó mantener una posición a medio camino entre unionismo y nacionalismo. Mantuvo relaciones con laboristas británicos, y su jefe, Jack Beatty, fue elegido diputado en el Stormont en 1943. hasta 1949. pero lo recuperó con el Partido Laborista Irlandés en 1951. Después de la proclamación de Éire en 1949, votaron masivamente por el Unionismo, lo que no les impidió la escisión del Partido Laborista del Commonwealth, de Harry Midgley, fuertemente unionista, ni la pérdida de votos católicos, que intentaron fundar su propio partido con apoyo del partido Laborista de Irlanda. Entre 1958 y 1965 escenificó varias escisiones. Esto provocó que cuando el estallido de los problemas de 1969 se produjera una fuga masiva de militantes hacia los SDLP, el Alianza o bien el Partido Unionista Democrático, privándolo de una masa social crítica.
En 1971 el primer ministro de Irlanda del Norte, Brian Faulkner, nombró el jefe del NILP, David Bleakey, ministro de relaciones comunitarias, cuando intentaba aplicar reformas en el Norte. Cuando el referéndum para el futuro de Irlanda de 1973 instó a votar a favor del Reino Unido y Bleakey fue elegido diputado por East Belfast.
En 1985 los restos del partido, junto con el Partido Liberal del Ulster, el Partido Laborista Unido y el  'Partido Laborista de Irlanda del Norte'  (LPNI) de Paddy Devlin (ex SDLP) fundaron la plataforma Labour '87 para organizar el laborismo británico en Irlanda del Norte. Se les unió el Partido Laborista de Newtonabbey. Presentaron a las elecciones europeas de 1989 al candidato Mark Langhammer, sin resultado.

## Líderes
- 1925 - 29: Samuel Kyle
- 1929 - 33: Jack Beattie
- 1933 - 38: Harry Midgley
- 1938 - 42: Paddy Agnew
- 1942 - 43: Jack Beattie
- 1943 - 45: Paddy Agnew
- 1945 - 49: Hugh Downey, Dock Ward, Belfast
- 1958 - 69: Tom Boyd
- 1969 - 73: Vivian Simpson

## Elecciones al Parlamento de Irlanda del Norte
| Elecciones | # de votos | % de votos | Escaños | +/-         |
| ---------- | ---------- | ---------- | ------- | ----------- |
| 1921a      | 3 075      | 0,6%       | 0/52    | Nuevo       |
| 1925       | 18 114     | 4,7%       | 3/52    | 3           |
| 1929       | 23 334     | 8,0%       | 1/52    | 2           |
| 1933       | 14 436     | 8,5%       | 2/52    | 1           |
| 1938       | 18 775     | 5,7%       | 1/52    | 1           |
| 1945       | 66 053     | 18,5%      | 2/52    | 1           |
| 1949       | 26 831     | 7,1%       | 0/52    | 2           |
| 1953       | 31 360     | 12,1%      | 0/52    |             |
| 1958       | 38 093     | 15,8%      | 4/52    | 4           |
| 1962       | 76 842     | 25,4%      | 4/52    | Sin cambios |
| 1965       | 66 323     | 20,4%      | 2/52    | 2           |
| 1969       | 45 113     | 8,1%       | 2/51    | Sin cambios |
| 1973       | 18 675     | 2,6%       | 1/78    | 1           |
| 1975       | 9 102      | 1,4%       | 1/78    | Sin cambios |

a Como Partido Laborista de Belfast.